# افریکا بمباتا
اَفریکا بَمباتا (به انگلیسی: Afrika Bambaataa) (زادهٔ ۱۹ آوریل ۱۹۵۹) از دی‌جیهای آمریکایی اهل محلهٔ برانکس جنوبی در نیویورک بود که در توسعه موسیقی سبک هیپ‌هاپ در دهه هشتاد میلادی در نیویورک نقش مؤثری داشت.
افریکا بمباتا یکی از سه پدیدآورندهٔ دی‌جی‌گری به سبک ضرب شکسته است و به او احتراماً لقب «پدربزرگ»، «پدرخوانده و «آمون راع» فرهنگ جهانی هیپ‌هاپ داده شده‌است. افریکا بمباتا را پدر سبک الکتروفانک نیز می‌نامند.
وی از طریق وارد کردن گروه خیابانگرد بلک اسپیدز (بیل‌های سیاه) به دنیای موزیک و هم‌چنین گنجاندن آن‌ها در گروه ملت جهانی زولو باعث گستراندن فرهنگ هیپ‌هاپ به سراسر جهان شد.
افریکا بمباتا در ۲۷ سپتامبر ۲۰۰۷ نامزد معرفی در تالار مشاهیر راک اند رول شد.